# Distretto di Çağlayancerit
Il distretto di Çağlayancerit (in turco Çağlayancerit ilçesi) è uno dei distretti della provincia di Kahramanmaraş, in Turchia.
| Controllo di autorità | VIAF (EN) 154992311 · LCCN (EN) n2007029188 |